# Schloss Gondorf
Schloss Gondorf (ook wel Obernburg, in tegenstelling met Niederburg, Schloss Liebig) is een kasteel in de plaats Gondorf aan de Moezel in de Duitse deelstaat Rijnland-Palts.
Het slot stamt uit de 14e eeuw. Het is het voorouderlijk huis van de graven von der Leyen.
In het slot is een gedeelte van de provinciale archieven van de stad Koblenz gehuisvest.

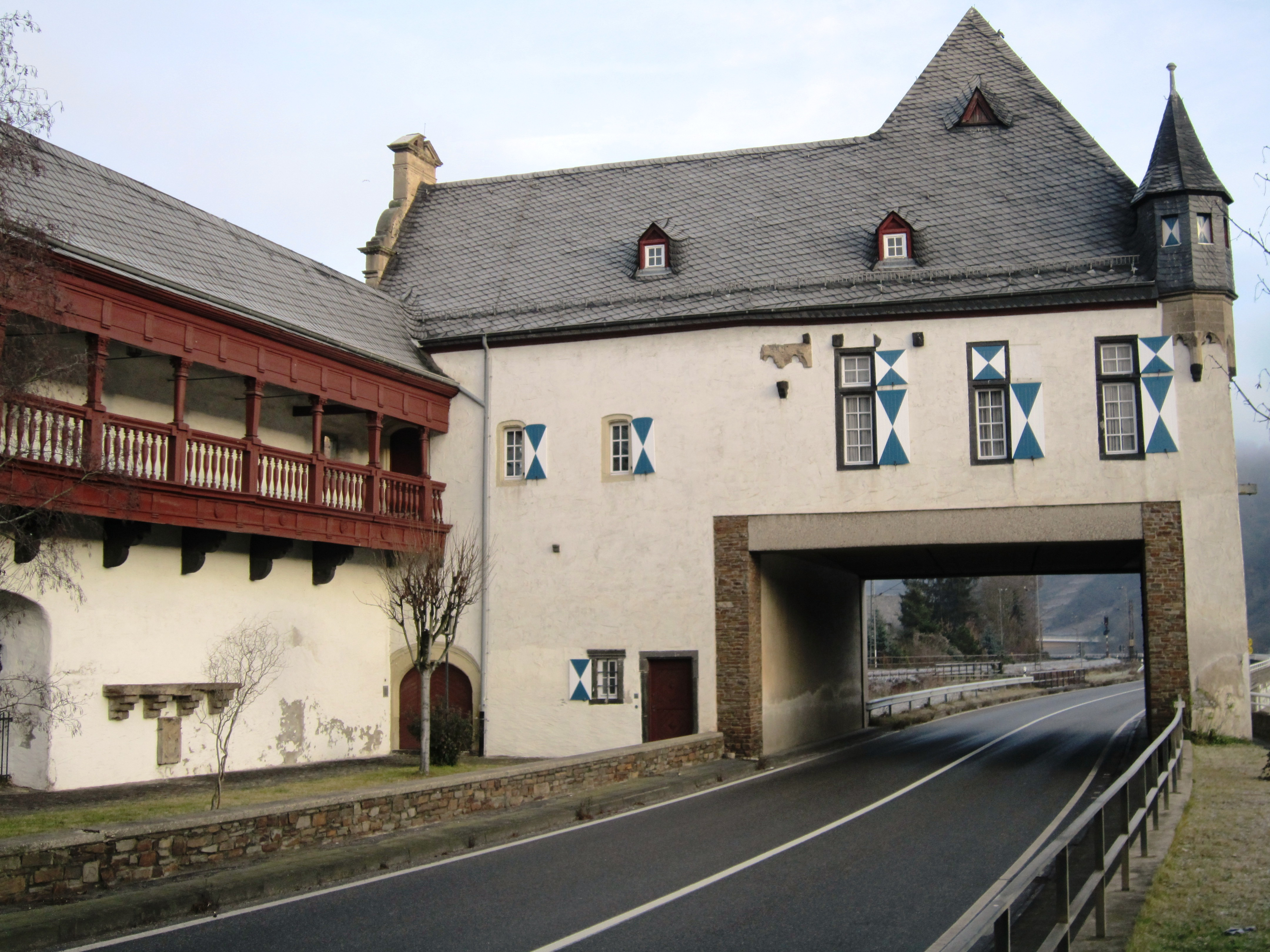
De binnenkant van de poort in het zuidwesten
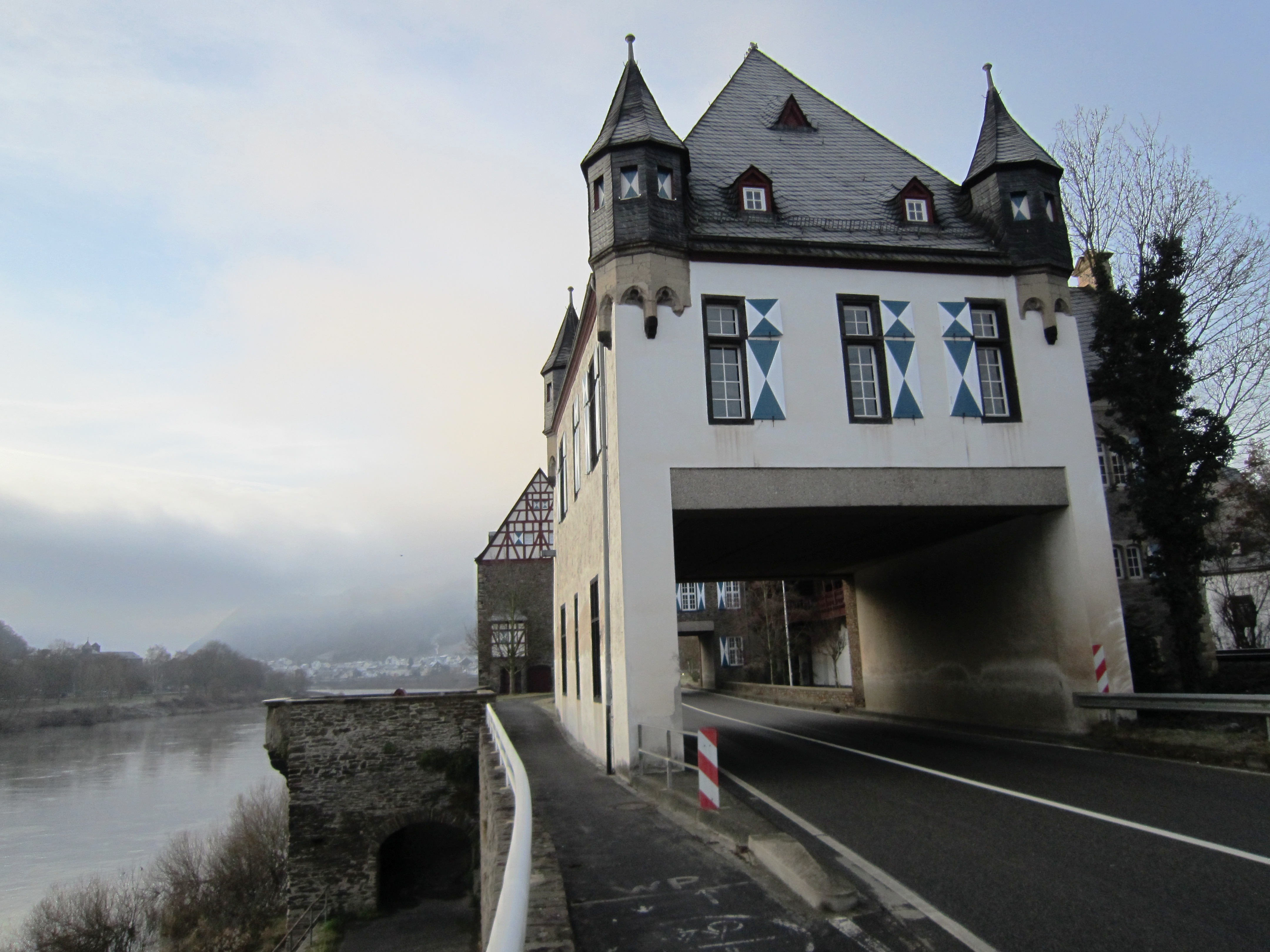
De poort van af het noorden